# Liste der Baudenkmale in Reppenstedt
In der Liste der Baudenkmale in Reppenstedt sind die Baudenkmale der niedersächsischen Gemeinde Reppenstedt und ihrer Ortsteile aufgelistet. Der Stand der Liste ist der 28. Januar 2023. Die Quelle der Baudenkmale und der Beschreibungen ist der Denkmalatlas Niedersachsen.

## Allgemein
In den Spalten befinden sich folgende Informationen:
- Lage: die Adresse des Baudenkmales und die geographischen Koordinaten. Kartenansicht, um Koordinaten zu setzen. In der Kartenansicht sind Baudenkmale ohne Koordinaten mit einem roten Marker dargestellt und können in der Karte gesetzt werden. Baudenkmale ohne Bild sind mit einem blauen Marker gekennzeichnet, Baudenkmale mit Bild mit einem grünen Marker.
- Bezeichnung: Bezeichnung des Baudenkmales
- Beschreibung: die Beschreibung des Baudenkmales. Unter § 3 Abs. 2 NDSchG werden Einzeldenkmale und unter § 3 Abs. 3 NDSchG Gruppen baulicher Anlagen und deren Bestandteile ausgewiesen.
- ID: die Objekt-ID des Baudenkmales
- Bild: ein Bild des Baudenkmales, ggf. zusätzlich mit einem Link zu weiteren Fotos des Baudenkmals im Medienarchiv Wikimedia Commons. Wenn man auf das Kamerasymbol klickt, können Fotos zu Baudenkmalen aus dieser Liste hochgeladen werden:

## Reppenstedt

### Einzelobjekte
| Lage                                           | Bezeichnung | Beschreibung | ID       | Bild |
| ---------------------------------------------- | ----------- | --- | -------- | ---- |
| Gut Brockwinkel 4 53° 15′ 46″ N, 10° 21′ 13″ O | Wohnhaus    | Traufständiger, eingeschossiger Fachwerkbau auf Feldsteinsockel unter Halbwalmdach ursprünglich in Reetdeckung. Zwei Wohneinheiten. An westlicher Längsseite jeweils an den Außenseiten Kübbungsanbau unter abgeschleppten Dach. Errichtet gegen 1840. | 28833454 | BW   |

## Dachtmissen

### Einzelobjekte
| Lage                                      | Bezeichnung               | Beschreibung | ID       | Bild |
| ----------------------------------------- | ------------------------- | --- | -------- | ---- |
| Dorfstraße 11 53° 15′ 11″ N, 10° 19′ 3″ O | Wohn-/ Wirtschaftsgebäude | Giebelständiger, eingeschossiger Fachwerkbau in Zweiständerbauweise unter Halbwalmdach in Reetdeckung. Errichtet Mitte 19. Jh. | 28833492 | BW   |
| Waldweg 2 53° 15′ 11″ N, 10° 18′ 59″ O    | Wohn-/ Wirtschaftsgebäude | Fachwerkbau in Zweiständerbauweise mit Backsteinausfachung unter Halbwalmdach in Ziegelpfannendeckung. Errichtet Mitte 19. Jh. | 28833473 | BW   |